# Reprezentacja Holandii U-17 w piłce nożnej mężczyzn
Reprezentacja Holandii U-17 w piłce nożnej jest juniorską reprezentacją Holandii, zgłaszaną przez KNVB. Mogą w niej występować wyłącznie zawodnicy posiadający obywatelstwo holenderskie, urodzeni w Holandii lub legitymujący się holenderskim pochodzeniem i którzy w momencie przeprowadzania imprezy docelowej (finałów Mistrzostw Europy lub Mistrzostw Świata) nie przekroczyli 17 roku życia.

## Sukcesy
Mistrzostwa Świata U-17
- Trzecie miejsce: 2005

Mistrzostwa Europy U-17
- Pierwsze miejsce: 2011, 2012
- Drugie miejsce: 2005, 2009
- Trzecie miejsce: 2000